# Emin Cəfərquliyev
Emin Rzaqulu oğlu Cəfərquliyev (Sumqayıt, 17 giugno 1990) è un ex calciatore azero, di ruolo difensore.

## Carriera

### Club
Dopo aver giocato con varie squadre di club, nel 2011 si trasferisce al MOİK Baku.

### Nazionale
Conta una presenza con la Nazionale azera.